# Дембская, Евгения Михайловна
Евгения Михайловна Дембская (произносится [дэ], 28 ноября 1920, Киев — 29 июня 2019, Одесса) — советская и украинская актриса. Народная артистка Украины (2000). Почётный гражданин Одессы (2013).

## Биография
Родилась в музыкальной семье, в которой воспитывалось три дочери — Валентина, Неонила и Евгения. Рано, в три года, потеряла отца.
Первый муж — пианист Александр Кац, был призван в РККА в 1939 году, принимал участие в Великой Отечественной войне и погиб, освобождая Киев.
Окончила Киевское музыкальное училище (1939), училась в Киевской консерватории (1939—1941). С 1940 года — солистка Киевского театра малых форм. Попала в оккупацию во время Великой Отечественной войны, по 1945 год выступала «Кляйн кунст театре». В конце войны вместе с труппой оказалась в Венгрии, выступала перед советскими солдатами. Переехала во Львов, выступала в клубе репатриантов.
Окончила Львовскую консерваторию (1946), выступала с Михаилом Водяным в концертах как солистка Львовской филармонии, в 1946 году участвовала в создании Львовского театра музыкальной комедии.
В 1953 году вместе с театром переехала в Одессу, ведущая солистка Одесского академического театра музыкальной комедии.
Второй муж — Алексей Петрович Криницкий, адвокат.
В кино с 1957 по 1990 гг.
Скончалась на 99-м году жизни 29 июня 2019 года в Одессе. Похоронена 1 июля 2019 года на Втором Христианском кладбище Одессы.

## Театральные работы
- «Одиннадцать неизвестных» (Н. Богословский) — Катя
- «Королева Чардаша (Сильва)» (И. Кальман) — Сильва Вареску
- «Жюстин Фавар» (Ж. Оффенбах) — Жюстин Фавар, цыганка, мальчик
- «Роз-Мари» (Р. Фримль) — Роз-Мари, Жанна, Этелька, Ванда
- «Горна криниця»
- «Фиалка Монмартра» (И. Кальман) — Мадлен
- «Весёлая вдова» (Ф. Легар) — Ганна Гловари
- «За двумя зайцами» — Проня Прокоповна
- «Вольный ветер» (И. Дунаевский) — Стелла
- «Белая акация» (И. Дунаевский) — Лариса
- «Одесские лиманы» (В. Дмитриев) — Альбина
- «На рассвете» (О. Сандлер) — мадам Энно
- «Четверо с улицы Жанны» (О. Сандлер) — торговка с Привоза мадам Чирус
- «У родного причала» (В. Соловьёв-Седой)
- «Севастопольский вальс» (К. Листов) — Нина
- «Летучая мышь» (И. Штраус-сын)
- «Баядера» (И. Кальман)
- «Принцесса цирка» (И. Кальман)
- «Марица» (И. Кальман) — тётя Марицы
- «Моя прекрасная леди» (Ф. Лоу) — миссис Хиггинс и миссис Пирс
- «Бал в честь короля» — актриса
- «Друзья в переплёте» (Г. Портнов) — Баба Яга
- «Зелёный остров» (Ш. Лекок)
- «Цыганский барон» (И. Штраус) — Мирабелла
- «Мадемуазель Нитуш» (Ф. Эрве) — Карина
- «Скрипач на крыше» (Дж. Бок) — Голда
- «Кабаре» (Д. Кендер) — фрау Шнайдер
- «Аккомпаниатор» (О. Галин) — Жанна Кораблёва

## Фильмография
- 1958 — «Белая акация» — Лариса
- 1988 — «Приморский бульвар» — дама в окне, угощающая фаршированной рыбой
- 1990 — «День любви» — аккомпаниатор

## Награды и звания
- Заслуженная артистка Украинской ССР (1960)
- Народная артистка Украины (2000)[1]
- Почётный знак отличия Президента Украины (1996)[4]
- Орден княгини Ольги III степени (2007)[5]
- Почётный знак Одесского городского головы «Трудовая слава» (2010)[6][7]
- Юбилейная медаль «20 лет независимости Украины» (2011)[8]
- Почётный знак отличия Одесского городского головы им. Г. Г. Маразли III степени (2011)[9][7]
- Почётный гражданин Одессы (2013)[2][3]